# Birger Ruud

Statue von Birger Ruud in Kongsberg

Birger Johannes Ruud (* 23. August 1911 in Kongsberg, Norwegen; † 13. Juni 1998 ebenda) war ein norwegischer Skispringer und Skirennläufer.

## Herkunft und Privates
Rudd war der Sohn von Kemner Sigurd Ruud (1878–1955) und Mathilde Throndsen (1877–1961). Am 18. Dezember 1937 heiratete er Magda Varlo (* 13. August 1912).
Seine Brüder Sigmund und Asbjørn Ruud waren ebenfalls erfolgreiche Skispringer.

## Werdegang
Ruud galt als einer der weltbesten Skispringer der Vorkriegszeit. 1931, 1935 und 1937 wurde er Weltmeister im Springen von der Großschanze und gewann bei den Olympischen Winterspielen 1932 und 1936 jeweils die Goldmedaille. 1934 wurde Ruud auf dem Zugspitzplatt bester Springer des Tages. Zudem gelangen ihm mehrerer Schanzen- und zwei Weltrekorde.
Auch als Alpin-Skirennläufer war Ruud erfolgreich. So gewann er bei den Alpinen Skiweltmeisterschaften 1935 die Bronzemedaille in der Alpinen Kombination und erreichte er bei den Olympischen Spielen 1936 in derselben Disziplin den 4. Platz. Dort hatte Ruud nach der Abfahrt sogar in Führung gelegen, jedoch verfehlte er im Slalom ein Tor und erhielt deswegen sechs Strafsekunden, was ihm eine Medaille kostete.
Während des Zweiten Weltkriegs wurde Norwegen von den Deutschen besetzt. Ruud wollte die Besatzer nicht mit seiner Popularität unterstützen und weigerte sich, bei offiziellen Wettbewerben anzutreten. Daher wurde er 1943 zusammen mit seinen Brüdern sowie einem weiteren Skispringer verhaftet und im Polizeihäftlingslager Grini bei Oslo inhaftiert. Nach seiner Entlassung im Jahr 1944 schloss sich Ruud der antifaschistischen Widerstandsbewegung an. Bei den Olympischen Winterspielen 1948 startete Ruud im Alter von 36 Jahren noch einmal und gewann die Silbermedaille. Eigentlich war er als Assistenztrainer und Ersatzspringer zu den Spielen gereist, nahm jedoch aufgrund der schlechten Witterung anstelle von Georg Thrane am Wettkampf teil. Er stand damit als einziger Skispringer sowohl vor als auch nach dem Krieg bei Olympischen Spielen auf dem Siegerpodest. Zugleich hält der Norweger den Rekord für die längste Zeitspanne zwischen zwei Medaillengewinnen eines Skispringers bei Olympia. Außerdem war er der erste Skispringer, der zweimal Olympiasieger wurde und auch der erste, der bei drei Olympischen Spielen eine Medaille errang.
Den Skisprungsport übte Ruud bis Ende der 1960er Jahre aus. Neben dem eigentlichen Springen beherrschte er auch Aerials.
Zusammen mit seinen Brüdern und Petter Hugsted, mit dem er zeitlebens befreundet war, richtete Ruud das Kongsberg Skimuseum ein.

## Würdigungen
1937 erhielt Ruud die Holmenkollen-Medaille.
1970 wurde er in die U.S. Ski Hall of Fame aufgenommen.
In Kongsberg ist der Birger Ruuds vei (dt. Birger-Ruud-Weg) nach ihm benannt. Außerdem steht seit 1987 vor Ort eine Bronzestatue, die ihn darstellt.
1991 wurde Ruud der Egebergs Ærespris verliehen.
Bei der Eröffnung der 17. Olympischen Spiele 1994 in Lillehammer sollte Ruud die olympische Fahne hissen, er erlitt jedoch vor der Zeremonie einen Herzinfarkt und wurde ins Krankenhaus gebracht. Anlässlich der Olympischen Spiele 1994 wurde in Norwegen außerdem eine Briefmarke im Wert von vier Kronen herausgegeben, die ihn zeigt.
Christoph & Lollo veröffentlichen auf ihrem Debütalbum Schispringerlieder aus dem Jahr 1999 das Lied Der Tag, als Birger Ruud starb.
Daniel-André Tande bezeichnete ihn im Jahr 2017 als sein Vorbild.

## Erfolge

### Weltrekorde
| #     | Schanze                    | Ort           | Land        | Weite  | aufgestellt am   | Rekord bis       |
| ----- | -------------------------- | ------------- | ----------- | ------ | ---------------- | ---------------- |
| 30    | Flubergbakken (K 75)       | Fluberg/Odnes | Norwegen    | 76,5 m | 18. Januar 1931  | 24. Februar 1931 |
| Sturz | Flubergbakken (K 75)       | Fluberg/Odnes | Norwegen    | 82,0 m | 18. Januar 1931  | Ungültig         |
| Sturz | Bergiselschanze            | Innsbruck     | Österreich  | 82,0 m | 12. Februar 1933 | Ungültig         |
| 36    | Bloudkova velikanka (K106) | Planica       | Jugoslawien | 92,0 m | 25. März 1934    | 14. März 1935    |

### Schanzenrekorde
| Schanze                    | Ort           | Land        | Weite  | aufgestellt am   | Rekord bis     |
| -------------------------- | ------------- | ----------- | ------ | ---------------- | -------------- |
| Bergiselschanze            | Innsbruck     | Österreich  | 74,0 m | 13. Februar 1933 | 6. Januar 1955 |
| Flubergbakken (K 75)       | Fluberg/Odnes | Norwegen    | 76,5 m | 18. Januar 1931  | 13. März 1968  |
| Bloudkova velikanka (K106) | Planica       | Jugoslawien | 78,0 m | 23. März 1934    | 23. März 1934  |
| Bloudkova velikanka (K106) | Planica       | Jugoslawien | 86,5 m | 25. März 1934    | 25. März 1934  |
| Bloudkova velikanka (K106) | Planica       | Jugoslawien | 92,0 m | 25. März 1934    | 14. März 1935  |